# Gârdani
Gârdani es una comuna ubicada en el distrito de Maramureș, Rumania.

## Superficie
Cuenta con una superficie de 18,61 kilómetros cuadrados.

## Demografía
Hasta 2021 la población era de 1311 habitantes, con una densidad de población de 70,45 habitantes por kilómetro cuadrado.